# Pólvora de duque
La denominada pólvora de duque o polvoraduque es una salsa elaborada con una mezcla de diferentes especias: canela, clavo de olor (Ruperto de Nola en su libro dice que a los señores sólo la canela) y azúcar. En algunas ocasiones, como digestivo, se suele verter algo de jengibre y en recetas medievales se menciona el uso de galangal. No se conoce con certeza el uso de esta salsa pero algunos autores describen que con ella se condimentaban bebidas como la clarea de vino.

## Literatura
- “Libre del Coch” o “Libro de Guisados, manjares y potajes”, Ruperto de Nola, en el que en la receta n.º 5 se describe la receta de esta bebida, ed. 1529